# Goneatara platyrhinus
Goneatara platyrhinus är en spindelart som beskrevs av Crosby och Bishop 1927. Goneatara platyrhinus ingår i släktet Goneatara och familjen täckvävarspindlar. Inga underarter finns listade i Catalogue of Life.